# Humboldt (Nebraska)
Humboldt – miasto w Stanach Zjednoczonych, w stanie Nebraska, w hrabstwie Richardson.